# Johann Beck (Politiker, 1907)
Johann Beck (* 24. April 1907 in Triesenberg; † 29. Januar 1992 in Vaduz) war ein liechtensteinischer Politiker (VU).

## Werdegang
Johann Beck wurde am 24. April 1907 in Triesenberg als Sohn des Gemeinderats und Gemeindekassiers Johann und dessen Frau Lucia geboren. Er wuchs mit zwei Geschwistern, darunter dem Landtagsabgeordneten Wendelin Beck, auf. Johann Beck besuchte die Realschule in Vaduz. Anschliessend war er mehrere Jahre als Saisonnier in der Ost- und Innerschweiz unterwegs. Dabei erlernte er den Beruf des Gipsers. Von 1938 bis 1940 war er nebenamtlich Präsident des Liechtensteinischen Arbeitnehmerverbandes und zwischen 1940 und 1973 Leiter des Liechtensteinischen Arbeitsamtes. Dies führte zu seinem Spitznamen als „Arbeitsminister“. Johann Beck lehnte eine Zuteilung von Arbeitsstellen nach Parteizugehörigkeit ab. In den Jahren 1939 bis 1945 war er Landtagsabgeordneter. Dabei wurde er im Rahmen der Stillen Wahl 1939 „gewählt“. Beck war zeitweise Mitglied in der Finanzkommission und des Landesausschusses.
Daneben verfasste Beck Mundartbeiträge für die Heimatbroschüre „Heimelige Zeiten“.

## Ehrungen und Mitgliedschaften
Von 1948 bis 1973 war er Mitglied des Ortsschulrates von Triesenberg und in den Jahren 1960 bis 1963 sowie von 1966 bis 1975 dessen Vizevorsitzender. 1968 war er Mitbegründer der Familienhilfe Triesenberg und bis 1976 deren Präsident.

## Privates
Beck lebte in Triesenberg. Er heiratete am 18. April 1940 Maria Schädler und hatte mit ihr drei Kinder.